# S(o)un(d)beams
『s(o)un(d)beams』（サウンドビームス）は、Salyuのソロプロジェクト「salyu × salyu」の1枚目のアルバム。

## 概要
CORNELIUSとの共同プロデュース作品。「salyu × salyu」は、Salyuボーカルの多重録音をコンセプトとしたソロプロジェクトである。Salyuがコーネリアスの小山田圭吾にコラボレーションを依頼し、今回のアルバムが実現したと言う。
本アルバムのリリースパーティーは4月15日に渋谷WWWにて行われたが、当初CDに封入予定されていたリリースパーティー招待は差し控えることとなった。このリリースパーティーには、アルバムに作詞で参加した七尾旅人も登場。
2011年3月23日に発売する予定だったが、4月13日に延期してリリース。
「Sailing Days」のPVは2011年の第15回文化庁メディア芸術祭のエンターテインメント部門審査委員会推薦作品として選出されている。

## 収録曲
（全作曲：小山田圭吾（特記以外））
1. ただのともだち（4:14）
（作詞：坂本慎太郎）
2. muse'ic（3:25）
（作詞：Salyu、国府達矢）
3. Sailing Days（4:59）
（作詞：七尾旅人）
4. 心（5:23）
（作詞：いとうせいこう）[4]
5. 歌いましょう（3:19）
6. 奴隷（4:32）
（作詞：坂本慎太郎）
7. レインブーツで踊りましょう（4:02）
（作詞：七尾旅人）
8. s(o)un(d)beams（7:00）
（作詞：Salyu、国府達矢）
9. Mirror Neurotic（4:39）
（作詞：いとうせいこう）
10. Hostile To Me（3:52）
（作詞：Valerie Trebeljahr／作曲：Valerie Trebeljahr、Markus Acher、Christian Heiss）
  - Lali Punaのカバー。
11. 続きを（4:34）
（作詞：坂本慎太郎）

## 演奏
- 美島豊明：Programming
- Robin Dupuy： Cello (#1.4)

## カバー
続きを
- Cornelius - 「変わる消える」（2023年）の2曲目でセルフカバー。